# Podalyria
Podalyria es un género de plantas con flores perteneciente a la familia Fabaceae. Comprende 82 especies descritas y de estas, solo 28 aceptadas.

## Taxonomía
El género fue descrito por Carl Ludwig Willdenow y publicado en Species Plantarum. Editio quarta 2: 492, 501. 1799.

## Especies aceptadas
A continuación se brinda un listado de las especies del género Podalyria aceptadas hasta julio de 2014, ordenadas alfabéticamente. Para cada una se indica el nombre binomial seguido del autor, abreviado según las convenciones y usos.	
Podalyria comprende las siguientes especies:
- Podalyria argentea Salisb.
- Podalyria biflora (Retz.) Lam.
- Podalyria burchellii DC.
- Podalyria buxifolia Willd.
- Podalyria calyptrata (Retz.) Willd.
- Podalyria canescens E. Mey.
- Podalyria cordata R. Br.
- Podalyria cuneifolia Vent.
- Podalyria glauca DC.
- Podalyria hamata E. Mey.
- Podalyria hirsuta (Aiton) Willd.[6]
- Podalyria leipoldtii L. Bolus
- Podalyria microphylla E. Mey.
- Podalyria montana Hutch.
- Podalyria myrtillifolia Willd.
- Podalyria oleaefolia Salisb.
- Podalyria orbicularis E. Mey.
- Podalyria pearsonii E. Phillips
- Podalyria pulcherrima Schinz
- Podalyria racemulosa DC.
- Podalyria reticulata Harv.
- Podalyria rotundifolia (P.J. Bergius) A.L. Schutte
- Podalyria sericea R. Br.
- Podalyria speciosa Eckl. & Zeyh.
- Podalyria uncinata Hutch.
- Podalyria variabilis A.L. Schutte
- Podalyria velutina Benth.